# Église Saint-Martin de Javené
Pour les articles homonymes, voir Église Saint-Martin.
L'église Saint-Martin est une église catholique située à Javené, dans le département d'Ille-et-Vilaine, en France.

## Localisation
L'église est située en France, en région Bretagne, dans le département d'Ille-et-Vilaine, à cinq kilomètres environ au sud de Fougères, sur la commune de Javené. Le bâtiment, cadastré section B, numéro 46, se dresse au centre du bourg, sur un tertre triangulaire correspondant à l'ancien cimetière. L'espace sacré, délimité au nord par la rue du Couesnon, au sud-est par la rue des Lavandières et à l'ouest par la rue saint Martin, constitue la parcelle B 47, d'une contenance d'environ 2170 m². Enclos par de hauts murs, l'accès en est permis par un grand escalier à deux volées, face à la tour occidentale et donnant sur la rue du Couesnon, un autre de quinze degrés, au sud, débouchant sur le porche de l'église, une pente douce, dans l'angle nord-est, desservant le portail septentrional. Quelques arbres ainsi que d'imposants massifs d'arbustes servent d'écrin à l'édifice religieux, délimitant des allées ne permettant qu'imparfaitement d'en faire le tour en processionnant.

## Architecture

### Dimensions
L'église de La Selle-en-Luitré présente des dimensions assez modestes, proportionnées à la faible population de la Commune.
- Longueur maximale : 31,10 m
- Longueur de la tour : 6,00 m
- Longueur de la nef : 15,60 m
- Longueur du chœur : 9,50 m
- Longueur du collatéral : 16,10 m
- Longueur de la sacristie : 4,60 m

- Largeur maximale : 20,10 m
- Largeur de la tour : 6,00 m
- Largeur de la nef : 8,40 m
- Largeur du chœur : 8,30 m
- Largeur du collatéral : 6,00 m

## Mobilier

### Les retables

#### Maître-autel
Le retable du maître-autel de l'église de Javené provient de la chapelle du couvent des Récollets de Fougères. Cette œuvre rocaille a été acquise par la paroisse en 1792, à la demande du curé constitutionnel qui reçut une réponse favorable du District de Fougères. Lors de son installation, la fenêtre du chevet fut murée, et il dû être retaillé afin d'intégrer le chœur de l'édifice, moins haut et moins large que celui de l'église conventuelle. Il s'agit d'une œuvre en pierre, marbre et bois, du début du règne de Louis XV.